# Ратайко, Пётр Иванович
Пётр Ива́нович Рата́йко (бел. Пётр Іва́навіч Рата́йка; 13 января 1898, с. Пески Гродненской губернии (ныне Кобринский район Брестской области), Российская империя — 1982 (по другим источникам — в 1974 году) — советский государственный деятель. Член ВКП(б).

## Биография
Из крестьянской семьи.
С 1921 года возглавлял исполнительные комитеты Заславского и Самохваловичского волостных Советов, Чериковского и Кричевского районных Советов, заместителем председателя Могилёвского облисполкома.
С сентября 1939 года первый председатель Гродненского горисполкома, с 3 декабря 1943 года по 8 декабря 1944 года был заместителем председателя СНК БССР.
После освобождения Белоруссии и до упразднения Белостокской области был ее руководителем, а с 1944 года — председатель Гродненского облисполкома.
В 1948—1953 годах — начальник Главного управления рыбной промышленности при Совете Министров БССР.
Почетный гражданин г. Гродно (1967).
Депутат Верховного Совета БССР.

## Награды и звания
- Почётный гражданин Гродно[4].